# Xiang (langue)
Pour les articles homonymes, voir Xiang.
Le xiang (chinois simplifié : 湘语 ; chinois traditionnel : 湘語 ; pinyin : Xiāng yǔ ; Wade : hsiang¹ yü³, autres appellations : hunanais (dans le sens de langue du Hunan)) est une langue chinoise de la famille des langues sino-tibétaines, parlée principalement dans les provinces du Hunan et du Sichuan, comptabilisant plus de 36 millions de locuteurs, soit 3,5 % de la population chinoise.
Le xiang est linguistiquement proches du chinois wu. Il n'existe pas de forme écrite spécifique, les locuteurs s'exprimant généralement en baihua à l'écrit. Il voisine la région où est parlé le waxiang (瓦乡话 / 瓦鄉話, wǎxiānghuà ou xianghua, 乡话 / 鄉話, xiāng huà ; waxiang : ɕioŋ55 tsa33).

## Distribution géographique
Le xiang est parlé par plus de 36 millions de personnes en République populaire de Chine, essentiellement dans les régions centrales et sud-ouest de la province du Hunan, plus de vingt comtés au Sichuan, les quatre comtés de Quánzhōu (全州), Guànyáng (灌陽), Zīyuán (資源) et Xīngān (興安) du Guangxi septentrional et certaines parties du Guangdong. La zone linguistique est entourée par celle du mandarin au nord, à l'ouest et au sud, et par celle du Gan à l'est au Hunan et au Jiangxi. Le xiang est aussi en contact avec les langues Tujia et Hmong (miao) au nord-ouest.
Le xiang était la langue maternelle de Mao Zedong, qui le parlait mieux que le mandarin standard (ou putonghua). Il avait par ailleurs promu ce dernier en tant que langue nationale pour le pays.

### Dialectes
Comme mentionné plus haut, les linguistes distinguent deux sous-familles au sein de la langue xiang, dénommés vieux xiang et nouveaux xiang. Les dialectes vieux xiang, ayant gardé les consonnes constrictives du chinois médiéval, sont parlés dans le sud et les dialectes nouveau xiang au nord ; ils sont dès lors plus soumis à l'influence du mandarin que les dialectes vieux xiang.
Selon Bao et Chen (2005) par contre, trois groupes principaux de dialectes peuvent être identifiés, parmi divers dialectes non classifiés :
- sous-groupe Chángyì (長益片), concernant trente-deux villes et comtés
  - Chángshā-Ville (長沙市), Chángshā (長沙), Xiāngtán-Ville (湘潭市), Xiāngtán (湘潭), Zhūzhōu-Ville (株州市), Zhūzhōu (株州), xian de Píngjiāng (平江), Liúyáng (瀏陽), xian de Níngxiāng (寧鄉), xian de Wàngchéng (望城), xian de Xiāngyīn (湘陰), Yìyáng-Ville (益陽市), Yìyáng (益陽), Táojiāng (桃江), Yuánjiāng (沅江), Mìluó (汨羅), Yuèyáng-Ville (岳陽市), Yuèyáng (岳陽), Nánxiàn (南縣), Ānxiāng (安鄉), Ānhuà (安化), Héngyáng (衡陽市), Héngyángyáng (衡陽陽), Héngnán (衡南), Héngdōng (衡東), Héngshān (衡山), Shàodōng (邵東), Xīnshào (新邵), Qiányáng (黔陽), Hóngjiāng-Ville (洪江市), Huìtóng (會同), Suíníng (綏寧)
- sous-groupe Lóushào (婁邵片), concernant 21 villes et comtés
  - province de Hunan(湖南省): Lóudǐ-Ville (婁底市), Xiāngxiāng (湘鄉), Shuāngfēng (雙峰), Liányuán (漣源), Lěngshuǐjiāng-Ville (冷水江市), Xīnhuà (新化), Ānhuà (安化), Shàoyáng-Ville (邵陽市), Shàoyáng (邵陽), Dòngkǒu (洞口), Lōnghuí (隆回), Wǔgāng (武岡), Qídōng (祁東), Qíyáng (祁陽), Chéngbù (城步), Xīnníng (新寧) and Máyáng (麻陽).
  - Guangxi province (廣西省): Quánzhōu (全州), Guànyáng (灌陽), Zīyuán (資源) and Xīngān (興安)
- sous-groupe Jíxù (吉漵片), concernant 8 villes et comtés
  - Jíshǒu (吉首), Bǎojìng (保靖), Huāyuán (花垣), Gǔzhàng (古丈), Lúqī (瀘溪), Chénqī(辰溪), Xùpǔ (漵浦), Yuánlíng (沅陵)

## Sources
1. 1 2 3  code générique
2. ↑  (en) « Documentation for ISO 639 identifier: zho » (consulté le 12 septembre 2014)